# Ségur (stacja metra)
Ségur – stacja linii nr 10 metra  w Paryżu. Stacja znajduje się na granicy 7. i 15. dzielnicy Paryża.  Została otwarta 29 września 1937 r.